# MOA-2007-BLG-400Lb

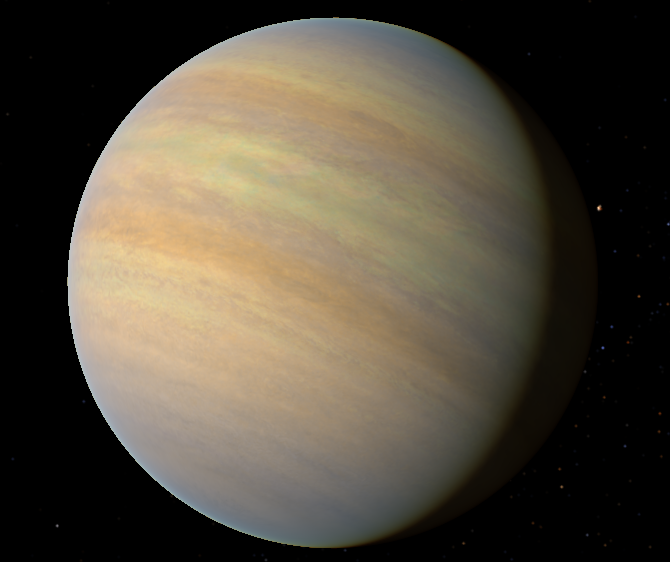

MOA-2007-BLG-400Lb는 궁수자리 방향으로 지구로부터 약 20,000 광년 떨어진 곳에 있는 외계 행성이다. 어머니 항성은 MOA-2007-BLG-400L이다. 2008년 9월 18일 동 연구진이 미시 중력 렌즈법을 이용하여 발견했다. 질량은 목성의 약 50~130 퍼센트 사이, 공전 궤도 크기는 약 0.6~1.1 천문단위 사이이다.

## 참고 문헌
- (영어) Dong 연구진 (2009년 6월). “Microlensing Event MOA-2007-BLG-400: Exhuming the Buried Signature of a Cool, Jovian-Mass Planet” (요약). 《The Astrophysical Journal》 698 (2): 1826-1837. doi:10.1088/0004-637X/698/2/1826.